# Cây mãnh ma
Mãnh ma hay Bạch ma (tên khoa học là Abutilon avicennae Gaertn hay Abutilon theophratic Medic.) là một cây hàng năm trong họ Cẩm quỳ, có nguồn gốc ở Nam Á. Cụm từ theophrasti để kỷ niệm nhà thực vật học-nhà triết học cổ người Hy-Lạp Theophrastus.
Hạt của cây gọi là đông quỳ tử là vị thuốc đông y nổi tiếng.

## Mô tả
Nó có thể cao đến 2 m, và có nhung. Lá có hình trái tim rộng 15 đến 25 cm. Hoa có màu vàng hay cam, đường kính khoảng 4 cm, lúc nở có nút hình viên nang phân chia theo chiều dọc để giải phóng hạt giống. Hoa và cây có một mùi hương trái cây.
Cây mọc như cỏ dại chủ yếu trong đất trồng trọt, đặc biệt là trong cánh đồng ngô, và nó cũng có thể được tìm thấy trên lề đường và trong sân vườn. Bạch ma thích đất màu và đất trồng chẳng hạn như những người sử dụng trong ngành nông nghiệp.
|  |  |  |

## Thu hái và chế biến
Bạch ma đã được trồng ở Trung quốc kể từ khoảng 2000 năm trước công nguyên. Nó phát triển rất nhanh.
 Lá được ăn xào hoặc trong trứng tráng. Các nhà máy được chế biến với tên maabulha trong Maldives và lá của nó là một phần của các truyền thống ẩm thực Maldives. Tại đây, nó thường thái nhỏ và hỗn hợp với cá Maldive và nghiền dừa xát trong một món ăn được gọi là mas huni. Những hạt giống được ăn ở Trung quốc và Kashmir. Đông quỳ tử chứa 15-20% protit và chất béo, có khi lên đến 30% là một vị thuốc đông y rất tốt. Thường dùng để chữa xích và bạch lỵ, còn dùng để chữa mụn nhọt, đại tiểu tiện khó khăn, thủy trũng vú, sữa sưng đau. Ngày uống 4-12g dưới dạng thuốc sắc.

## Loài xâm lấn
Ở miền trung tây và bắc vùng của Hoa Kỳ, đông Canada và địa trung Hải phía Đông, A. theophrasti được coi là một cỏ dại gây hại cho nông nghiệp, đặc biệt là ngô và đậu nành.
Kể từ khi được đến Bắc Mỹ trong thế kỷ 18, Bạch Ma đã trở thành một loài xâm lấn ở vùng nông nghiệp của miền đông và miền trung tây Hoa Kỳ. Nó là một trong những loài cỏ dại gây hại nhất cho ngô, giảm lên đến 34% năng suất cây trồng nếu không được kiểm soát và gây thiệt hại hàng trăm triệu đô la mỗi năm. Bạch ma là một loài có cạnh tranh rất, nó ăn cắp dinh dưỡng và nước từ cây trồng. A. theophrasti có thể bị diệt bởi chất diệt cỏ.